# Amal Hijazi
Amal Hijazi (en arabe : أمل حجازي), née le 20 février 1977 à Beyrouth est une chanteuse libanaise.

## Biographie
Elle passe une bonne partie de sa jeunesse, avec sa mère et ses frères à Paris, où elle a fait des études de commerce et a suivi des cours de chants lyriques et de piano.
Les thèmes de ses chansons sont largement inspirés de ses expériences dans la vie, et prônent des messages de paix et d'engagement.
Sa vie privée reste discrète. Début 2008, elle se marie avec un homme d'affaires libanais, avec qui elle a un fils Karim, né en 2009, ainsi qu'une fille prénommée Lareen en août 2012.
En 2012, le clip de sa chanson Bi’aamelni provoque un début de polémique au Maroc car il incorpore des images de l'artiste tournées sur l'esplanade de la mosquée Hassan-II à Casablanca, sans autorisation.
En septembre 2017, Amal annonce via les réseaux sociaux mettre un terme à sa carrière. Elle porte depuis le voile.

## Discographie
- (ar) 2001 Akher Gharam Dilara Master Production
- (ar) 2002 Zaman Dilara Master Production
- (ar) 2004 Bet Dawar Ala Qalbi Rotana Records
- (ar) 2006 Bayaâ Alward Rotana Records
- (ar) 2008 Kef El Amar Rotana Records
- (ar) 2010 Wailak Men Allah  Rotana Records